# Договор Оньяте
Оньяте договор — соглашение между испанской и австрийской линиями Габсбургов, урегулировавшее спорные вопросы наследования. Заключён в июне 1617 года. Назван по имени испанского посла в Вене графа Оньяте.
Достижению договорённости предшествовали длительные консультации, вызванные кризисом австрийской династии. Действующий император Священной Римской империи Матвей не имел детей. Испания настояла в 1611 году, что разветвление австрийской линии может быть произведено только с её обязательного согласия.
В 1613 году король Испании Филипп III сам заявил права на наследные земли Габсбургов в Центральной Европе — Венгрию и Богемию. Компромисс, устроивший всех, был достигнут стараниями посла Оньяте — горячего поборника единства католического лагеря. По условиям договора Филипп III отказывался от притязаний в пользу своего двоюродного брата — эрцгерцога Фердинанда Штирийского. Взамен Испании были обещаны территории по левому берегу Рейна в Эльзасе и Северной Италии (Пьомбино, Финоли). Для Испании этот район имел стратегическое значение, так как позволял контролировать «испанскую дорогу» между владениями в Италии и Нидерландами.
Соглашение было заключено в условиях назревавшей европейской войны и стало важной шагом на пути консолидации дома Габсбургов.
Император Матвей подтвердил своё согласие на избрание Фердинанда. Причём в случае отсутствия у Фердинанда наследников мужского пола права на Богемию (Чехию) и Венгрию вновь могли вернуться к Филиппу III. Формально подобное соглашение было оскорбительным нарушением существовавшего порядка, по которому Габсбурги в своих наследственных землях избирались сословиями. В данном же случае о правах подданных не было и речи. Габсбурги всё решили в семейном кругу, причём Филипп III в тексте договора назвал Богемию и Венгрию своим бенефицием, что выглядело так, как будто он распорядился ими как своей собственностью. Чешскому и венгерскому дворянству ничего не оставалось, как послушно одобрить навязанное решение. Более существенным, однако, было то обстоятельство, что Фердинанд Штирийский являлся ревностным католиком. Став королём, он повёл курс на контрреформацию. Это вызвало восстание в Богемии. Его кульминацией стала Пражская дефенестрация, ввергнувшая Европу в беспрецедентную по масштабам Тридцатилетнюю войну.